# Требній Врх
Требній Врх (словен. Trebnji Vrh) — поселення в общині Семич, регіон Південно-Східна Словенія, Словенія.